# Washes Whiter Than
Washes Whiter Than  — третий студийный альбом христианской рок группы Petra, был выпущен в 1979 году.

## Об альбоме
Washes Whiter Than продолжает стиль похожий на предыдущий альбом, который является чем-то средним между кантри и южным роком. Тем не менее, музыка стала более ориентирована на рок-звучание, а тексты песен стали более броскими.
Кроме того, — как и в предыдущем альбоме — нет солиста как такового. Вместо этого, вокальные обязанности разделяют гитарист Боб Хартман, Грег Хоу и некоторые приглашённые певцы. Один из гостей певцов был Грег Икс Волц, который позже стал лидирующим вокалистом группы.

## Список композиций
Все песни написаны Бобом Хартманом, кроме отмеченных отдельно.
1. «I'm Thankful» – 2:41
2. «Why Should the Father Bother» – 3:46
3. «Morning Star» (Роб Фрейзер) – 4:47
4. «Magic Mirror» – 3:27
5. «Mary's Song» (Фрейзер) – 4:00
6. «Yahweh Love» – 5:38
7. «(Couldn't Find Love) Without You» (Фрейзер) – 4:19 *
8. «Taste and See» – 3:23
9. «Magic Words» (Фрейзер) – 3:27 *
10. «Deep Love» – 3:57

* Не вошли в переиздание альбома